# Karaf

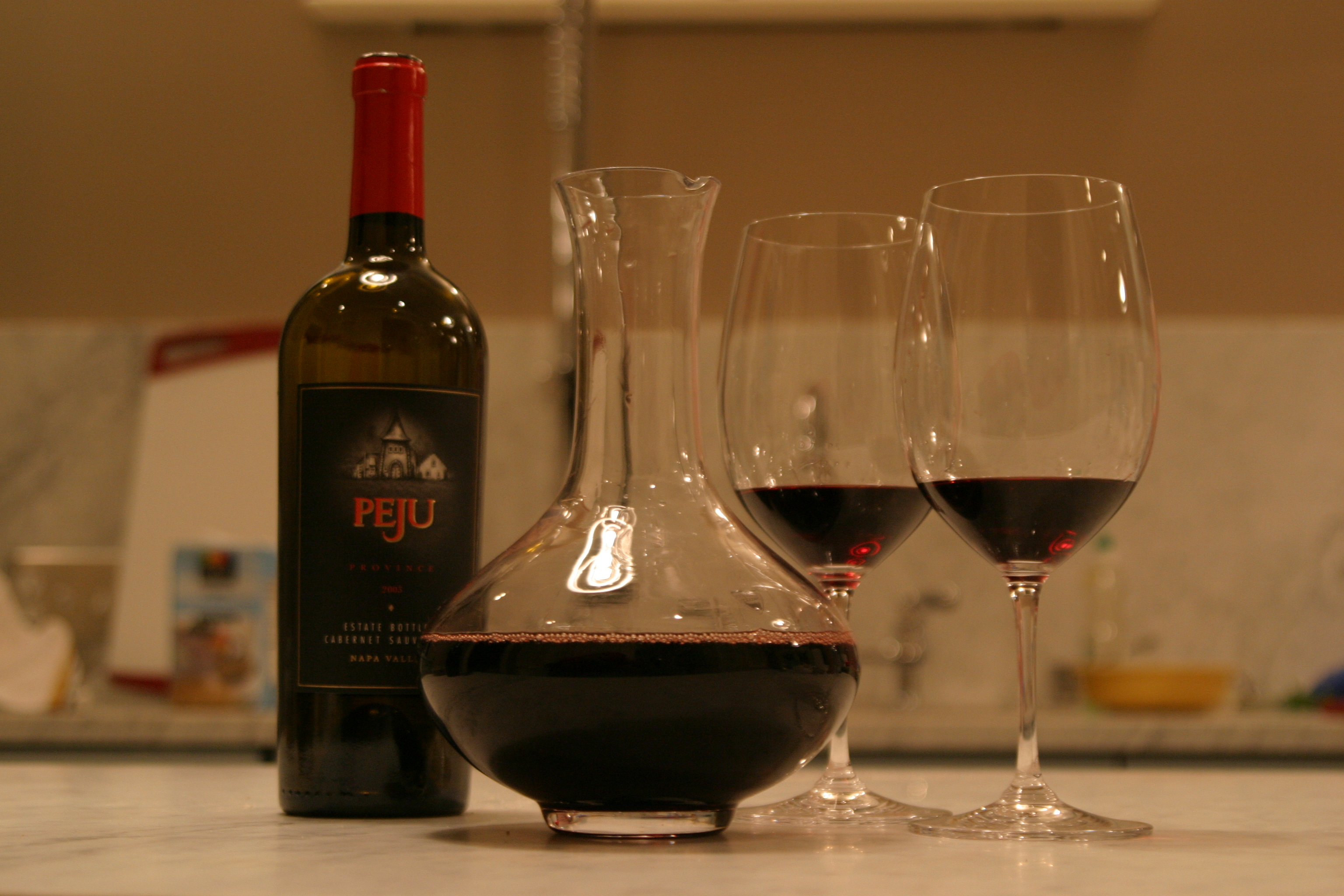
Karaf (középen) borral töltve

Karaf (vagy karaff; a francia Carafe kifejezésből) minden olyan folyadék (ital) tárolására, fogyasztására szolgáló üvegedény, mely nem fér be a szokványos kategóriákba (palack, pohár). Kisebb vagy nagyobb, hasas, felfelé ívesen szűkülő üvegkorsó (0,5 dl – 2 l űrtartalommal) füllel vagy fül nélkül; vagy kisebb különlegesen formázott füles pohár.
Fajtái:
- kimért borok tárolására, felszolgálásra: dekantáló karaf üvegdugóval (lehet csiszolt üvegből, fémmel kombinált, vagy fedeles is (0,5 liter – 2 liter)
- pálinkás fityók vagy pityók (kisméretű: 0,5 – 2 dl), fütyülős üveg, porciós üveg
- kimért röviditalok felszolgálására: rumoskaraf (füles pohár), vodkás pohár (füles), ír kávés pohár (füles)
- tea kellékeinek szervírozásához: rumoskaraf és citromléskaraf (füles korsó)
- vizeskaraf párlatok és likőrök hígítására; a 19. században volt igazán elterjedt az abszintkultúra részeként.